# アルミランテ・モント (補給艦・初代)
アルミランテ・モント（スペイン語: Almirante Montt, AO-52）とは、チリ海軍の補給艦である。この艦名を冠された艦としては初代である。

## 艦名
艦名はチリの海軍軍人である、ホルヘ・モントに由来。モント提督は1891年のチリ内戦において議会派軍を率い、内戦勝利後は第12大統領に就任した。

## 来歴
本艦はフランスの造船所に発注され、1952年4月9日に起工し、1956年10月22日に就役した。
そして、1978年7月5日付で退役した。

その後、同じ艦名と艦番号を有する艦が計2隻就役している
- AO-52 アルミランテ・モント (2代目)

旧イギリス海軍タイド型給油艦「A76 タイドプール」
1982年8月13日就役、1997年12月15日退役
- AO-52 アルミランテ・モント (3代目)

旧アメリカ海軍ヘンリー・J・カイザー級給油艦「T-AO-190 アンドリュー・J・ヒギンズ」
2010年4月就役